# Ride Him, Bosko!
Pour plus de détails, voir Fiche technique et Distribution.
Ride Him, Bosko! est un dessin animé américain réalisé par Hugh Harman, produit par la Warner Bros. Pictures, dans la série des Bosko (Looney Tunes), sorti en 1932.
Il a été réalisé par Hugh Harman et produit par Hugh Harman et Rudolf Ising. De plus, Leon Schlesinger est crédité comme producteur associé.

## Synopsis
Dans l'ouest sauvage, Bosko, cow-boy sans peur et sans reproche, se lance au secours de sa belle dont la diligence
vient d'être attaquée.

## Fiche technique
- Titre original : Ride Him, Bosko!
- Réalisation : Hugh Harman
- Producteurs : Hugh Harman, Rudolf Ising et Leon Schlesinger
- Musique : Frank Marsales
- Production : Leon Schlesinger Studios et The Vitaphone Corporation
- Distribution : Warner Bros. Pictures
- Format : noir et blanc - mono
- Langue : anglais
- Pays : États-Unis
- Date de sortie : États-Unis : 17 septembre 1932
- Genre : Dessin animé
- Licence : Domaine public[1]

## Distribution
- Johnny Murray (en) : Bosko
- Rochelle Hudson : Honey
- Rudolf Ising : premier dessinateur ; un habitant de la ville
- Hugh Harman : second dessinateur
- Norm Blackburn : troisième dessinateur

## Musiques du film
- While the Bloom Is on the Sage[2]
- A Hot Time in the Old Town Tonight (1896), de Theodore Metz (en)